# Distrito de Nurobod
Nurobod (en tayiko: Ноҳияи Нуробод) es un distrito de Tayikistán, en la Región bajo subordinación republicana . 
Comprende una superficie de 7 128 km².
El centro administrativo es la ciudad de Darband.

## Demografía
Según estimación 2009 contaba con una población total de 54 363 habitantes.

## Otros datos
El código ISO es TJ.RR.DA, el código postal 737450 y el prefijo telefónico +992 3133.